# هاريسون جاي كايزر
هاريسون جاي كايزر (بالإنجليزية: Harrison J. Kaiser)‏ هو مدرب كرة سلة أمريكي، ولد في 15 أغسطس 1899 في ويلز في الولايات المتحدة، وتوفي في 23 فبراير 1974 في كليرواتر في الولايات المتحدة.